# 庫季佩爾什
52°7′35″N 32°35′56″E / 52.12639°N 32.59889°E
庫季佩爾什（烏克蘭語：Кути Перші），是烏克蘭北部的村莊，隸屬切爾尼希夫州的諾夫霍羅德-錫韋爾斯基區。該村面積0.55平方公里，海拔高度147米，2001年人口10，人口密度每平方公里18.2人。